# Gereformeerde kerk (Arnemuiden)
De Gereformeerde kerk, ook wel bekend als Eben-Haëzer, was een kerkgebouw in Arnemuiden, gebouwd in 1903 aan de Lionstraat. Vanwege de bouwkundig slechte staat werd in 1966 overgegaan tot de bouw van een nieuwe kerk welke in 1967 in gebruik genomen. Hierop volgend werd de kerk aan de Lionstraat in 1968 gesloopt.

## Ontstaansgeschiedenis
Op 19 augustus 1888 ontstond in Arnemuiden een dolerende gemeente. De eerste kerkdiensten vonden plaats in een landbouwschuur. Binnen enkele jaren werd voor 1000 gulden een kleine houten kerk gebouwd aan de Molenweg. Het was een onaantrekkelijk gebouw en werd daarom ook wel het 'schuurtje' genoemd. Doordat het gebouw naast een open riool was gebouwd, was er sprake van stankoverlast. Ook was het er in de winter te koud en in de zomer te warm. Daarnaast kreeg de gemeente in 1899 een eigen predikant, ds. J. Boeyinga, die gebruik maakte van de voormalige pastorie van de hervormde gemeente, in de Langstraat. Om deze redenen werd er besloten een nieuwe kerk te bouwen.
In 1903 werd het oude gebouw verkocht aan een particulier voor 785 gulden en aan de Lionstraat werd een nieuw kavel aangekocht voor 800 gulden waarop een nieuwe stenen zaalkerk werd gebouwd door aannemer J. van Hekken uit Souburg. De totale kosten bedroegen 8028,36 gulden. Architect Huson uit Vlissingen werd bijgestaan door de zoon van de dominee, Berend Boeyinga, die later architect is geworden. Op woensdag 2 december 1903 werd de kerk in gebruik genomen.

## Gebouw
Het gebouw betrof een eenvoudige zaalkerk met zeven traveeën en spitsboogvensters. De consistorie was aan de achterzijde van de kerk gebouwd. Al snel bleken er problemen met het gebouw te zijn. Doordat het op een laaggelegen stuk grond was gebouwd, stonden de fundamenten in het grondwater, wat de muren introk. In de bouwperiode werden spouwmuren ook nog niet toegepast. Reeds in mei 1907 moest de kerk inwendig opnieuw gewit worden. Door de combinatie van grondwater en regenwater waren de muren zo vochtig dat er regelmatig stukken kalk van de muur vielen. Daarnaast leidde het tot problemen met het verwarmen van de kerk in koude periodes. Naast de problemen met de muren bleek dat het dak ook lek was. Dit was vooral evident wanneer er smeltende sneeuw op het dak lag, en in sommige gevallen, zoals op biddag 12 maart 1937, moest de kerkdienst in de christelijke school worden gehouden. 
In 1918 werd gaas voor de ruiten aangebracht, omdat deze regelmatig werden beschadigd door jeugd uit Arnemuiden.
Tijdens de winter van 1926 waren er grote problemen met de doorlekkende muren, waardoor ook zitplaatsen nat werden. Naast de problemen in de kerk bevond de oude pastorie zich ook in een slechte staat, en beide gebouwen moesten met lapmiddelen bruikbaar blijven. In 1931 bleken de onderhoudskosten voor de pastorie echter zo hoog, dat besloten werd een nieuwe pastorie te bouwen naast de oude voor 6215,25 gulden. 
Tijdens de Duitse aanval op Nederland in 1940 werd de kerk ingericht als Rode Kruis hospitaal, waarvoor alle kerkbanken uit de kerk werden gehaald. Qua schade werden enkel wat ramen stuk geschoten. Doordat het Duitse leger gedurende de bezetting gebruik maakte van de christelijke school, vonden lessen plaats in de gereformeerde kerk. Gedurende de Strijd om Walcheren werd de kerk op 25 oktober in beslag genomen door het Duitse leger. Begin november raakte de kerk door granaatvuur beschadigd. Na herstelwerkzaamheden kon ze in de loop van 1945 weer in gebruik worden genomen.
Tussen 1946 en 1955 werd het gebouw grondig gerenoveerd. Het interieur van de kerk werd opgefrist, de muren werden opnieuw gepleisterd, door groei van het aantal leden werd een galerij aangebracht en het dak werd vernieuwd. In 1953 werd bij de watersnoodramp enkel de vloer van de consistorie beschadigd door het water.
In 1954 werd naast de kerk grond aangekocht voor 1700 gulden om daar een verenigingsgebouw te bouwen, waar een behoefte voor was, maar tot 1962 konden er geen concrete besluiten worden gemaakt over de bestemming ervan. In datzelfde jaar werd er weer geklaagd over de zeer slechte staat van het gebouw en daar de geraamde renovatiekosten hoog bleken te zijn, werd er gekeken naar een nieuwe optie voor nieuwbouw. Er werd een bouwcommissie aangesteld die plannen maakte om een nieuwe kerk te laten bouwen in een nieuwe wijk van Arnemuiden. In maart 1966 werd begonnen aan de bouw van een nieuwe kerk welke een jaar later in gebruik kon worden genomen als de Eben-Haëzerkerk.
De bouwvallige kerk werd voor 30.000 gulden aangekocht door de gemeente van Arnemuiden die het in 1968, in het kader van een groot saneringsproject, liet slopen.

## Orgels
Aanvankelijk werd de kerkzang begeleid door een oud harmonium. In 1915 werd er een nieuw mechanisch orgel gekocht dat gebouwd was door de Goese orgelbouwer Dekker. Dit orgel was in 1914 gebouwd voor de gereformeerde kerk in Opperdoes, maar voldeed daar niet. De overplaatsing werd verzocht door Dekker en het orgel werd tegelijkertijd uitgebreid met drie nieuwe registers. Op 11 juli 1915 werd dit orgel in gebruik genomen. In 1944 ging het orgel door granaatbeschietingen verloren.
Bij de reparaties aan de kerk werd in april 1946 een nieuw mechanisch orgel gekocht bij de firma J. Reil uit Heerde. Het bezat 11 registers welke waren verdeeld over een pedaal en 2 manualen. Dit orgel had echter al snel te leiden door het vocht en de tocht in de kerk. Alhoewel enkel de vloer van de consistorie was beschadigd tijdens de watersnoodramp in 1953 kwam de kerk toch in aanmerking voor subsidie uit van Rampenfonds. In 1957 ging de kerk akkoord met het aanbod voor een nieuw orgel tussen de 35.000 en 40.000 gulden. Het nieuwe orgel werd gebouwd door de firma Pels & Van Leeuwen en werd in 1962 in de kerk geplaatst. Het slechte Reil orgel werd gesloopt. In 1967 werd het nieuwe orgel overgeplaatst naar de nieuwe kerk.